# Aeroporto di Petropavl
L'aeroporto di Petropavl (in kazako Петропавл Халықаралық Әуежайы?, Petropavl Halıqaralıq Äuejayı) (IATA: PPK, ICAO: UACP) è un aeroporto kazako situato a circa 15 chilometri a sud della città di Petropavl nella regione del Kazakistan Settentrionale, nell'estremo nord del Paese, verso il confine con la Russia. La struttura è dotata di una pista di asfalto lunga 2489 m, l'altitudine è di 138 m, l'orientamento della pista è RWY 05-23. L'aeroporto è aperto al traffico commerciale 24 ore al giorno.